# Chantérac
Chantérac is een gemeente in het Franse departement Dordogne (regio Nouvelle-Aquitaine) en telt 486 inwoners (2004). De plaats maakt deel uit van het arrondissement Périgueux.

## Geografie
De oppervlakte van Chantérac bedraagt 19,2 km², de bevolkingsdichtheid is 25,3 inwoners per km².
De onderstaande kaart toont de ligging van Chantérac met de belangrijkste infrastructuur en aangrenzende gemeenten.

## Demografie
Onderstaande figuur toont het verloop van het inwonertal (bron: INSEE-tellingen).